# Senoculus rubromaculatus
Espèce
Senoculus rubromaculatus est une espèce d'araignées aranéomorphes de la famille des Senoculidae.

## Distribution
Cette espèce est endémique du Pérou.

## Description
La femelle holotype mesure 8,5 mm.

## Publication originale
- Keyserling, 1879 : Neue Spinnen aus Amerika. Verhandlungen der Kaiserlich-Königlichen Zoologisch-Botanischen Gesellschaft in Wien, vol. 29, p. 293-349 (texte intégral).